# Episodi di 8 semplici regole (prima stagione)
La prima stagione della serie televisiva 8 semplici regole è stata trasmessa negli Stati Uniti dal 17 settembre 2002 al 20 maggio 2003 sul network ABC.
| nº | Titolo originale                            | Titolo italiano                              | Prima TV USA      | Prima TV Italia |
| -- | ------------------------------------------- | -------------------------------------------- | ----------------- | --------------- |
| 1  | Pilot                                       | Pilot                                        | 17 settembre 2002 |                 |
| 2  | Wall of Shame                               | Il muro della vergogna                       | 24 settembre 2002 |                 |
| 3  | Bridget's First Job                         | Il primo lavoro di Bridget                   | 1º ottobre 2002   |                 |
| 4  | Wings                                       | Tale padre, tale clown                       | 8 ottobre 2002    |                 |
| 5  | Son-in-law                                  | Un fidanzato comodo                          | 15 ottobre 2002   |                 |
| 6  | Cheerleader                                 | Cheerleader                                  | 22 ottobre 2002   |                 |
| 7  | Trick or Treehouse                          | Tradizioni di famiglia                       | 29 ottobre 2002   |                 |
| 8  | By the Book                                 | Lo dice il libro                             | 5 novembre 2002   |                 |
| 9  | Two Boys for Every Girl                     | Il primo appuntamento di Kerry               | 12 novembre 2002  |                 |
| 10 | Give It Up                                  | Le vacanze                                   | 19 novembre 2002  |                 |
| 11 | Paul Meets His Match'                       | Mal comune…                                  | 26 novembre 2002  |                 |
| 12 | All I Want for Christmas                    | Un Natale perfetto                           | 10 dicembre 2002  |                 |
| 13 | Rory's Got a Girlfriend                     | La ragazza di Rory                           | 17 dicembre 2002  |                 |
| 14 | Career Choices                              | Scelte impegnative                           | 7 gennaio 2003    |                 |
| 15 | Kerry's Big Adventure                       | La grande avventura di Kerry                 | 21 gennaio 2003   |                 |
| 16 | Come and Knock on Our Door                  | Una serata romantica da incubo               | 28 gennaio 2003   |                 |
| 17 | Drummer Boy, Part I                         | Il batterista (prima parte)                  | 4 febbraio 2003   |                 |
| 18 | Drummer Boy, Part II                        | Il batterista (seconda parte)                | 11 febbraio 2003  |                 |
| 19 | Cool Parent                                 | Mister Pantofola                             | 18 febbraio 2003  |                 |
| 20 | Every Picture Tells a Story                 | Psicanalisi                                  | 25 febbraio 2003  |                 |
| 21 | Kerry's Video                               | Il servizio di Kerry                         | 11 marzo 2003     |                 |
| 22 | Good Moms Gone Wild                         | Una mamma scatenata                          | 25 marzo 2003     |                 |
| 23 | Career Woman                                | Miglioramento di carriera                    | 28 marzo 2003     |                 |
| 24 | Queen Bees and King Bees                    | L'ape re                                     | 4 aprile 2003     |                 |
| 25 | Bake Sale                                   | Per un sacco di farina                       | 29 aprile 2003    |                 |
| 26 | The Doyle Wedding                           | Il matrimonio dei Doyle                      | 6 maggio 2003     |                 |
| 27 | Sort of an Officer and a Gentleman, Part I  | Un ufficiale poco gentiluomo (prima parte)   | 13 maggio 2003    |                 |
| 28 | Sort of an Officer and a Gentleman, Part II | Un ufficiale poco gentiluomo (seconda parte) | 20 maggio 2003    |                 |